# Бугов, Хазретали Умарович
Хазретали́ (Али) Ума́рович Бугов (кабард.-черк. Быгу Умар и къуэ Хьэзрэталий; 7 ноября 1930, с. Куба, КБАССР, СССР — 2009, Нальчик, КБР, Россия) — советский и российский учёный, педагог, доктор технических наук (1972), профессор (1986), заслуженный деятель науки и техники РФ (1993), академик АМАН, член ассоциации инженеров-гидроэнергетиков России. Изобретатель.

## Биография
- 1955 — окончил Ленинградский политехнический институт.
- 1955—1980 — инженер-конструктор, ст., ведущий инженер, заведующий отделом СКБ Гидротурбины производственного объединения турбиностроения «Ленинградский металлический завод»
- 1981 — 1988 — заведующий кафедрой гидротурбин и средств автоматики Ленинградского института машиностроения,
- с 1989 — 2009 — заведующий кафедрой теоретической и прикладной механики КБГСХА.

## Научная деятельность
Автор 170 научных публикаций, в том числе 2-х монографий, 19 изобретений, трех учебных пособий.

## Память
Установлена памятная доска в Кабардино-Балкарском государственном аграрном университете, г. Нальчик, КБР.